# Mathlete's Feat
Mathlete's Feat é o vigésimo segundo e final episódio da vigésima sexta temporada do seriado de animação de comédia de situação The Simpsons, sendo exibido originalmente na noite de 17 de Maio de 2015 pela Fox Broadcasting Company (FOX) nos Estados Unidos.

## Enredo
Após a escola entrar em colapso devido a modernização técnica, Lisa passa a fazer parte de uma equipe de Matemática.

## Recepção
Dennis Perkins, do The A.V. Club, deu ao episódio uma classificação D. De acordo com o instituto de medição de audiências Nielsen Ratings, foi visto em sua exibição original por 2,82 milhões de telespectadores e recebeu uma quota de 1,3 na demográfica de idades 18-49. O show foi o mais visto da FOX naquela noite.